# 萊克伍德 (科羅拉多州)

位置示意

萊克伍德（Lakewood, Colorado）是美國科羅拉多州的一個城市，位於州府丹佛西南。行政上屬於傑佛遜縣。面積110.0平方公里，2006年人口140,024人，是該州第四大城市。
1969年設市。

## 姐妹城市
- 修打蘭郡
- 英国樸次茅斯
- 英国切斯特
- 德国施塔德